# Uno contro l'altro, praticamente amici
Pour plus de détails, voir Fiche technique et Distribution.
Uno contro l'altro, praticamente amici est une comédie policière italienne réalisée par Bruno Corbucci et sortie en 1981,,.

## Synopsis
Franco Colombo, un garçon simple et naïf qui aime beaucoup les fleurs, vit à Varèse en faisant du jardinage. Il est entretenu par son oncle Fortunato, propriétaire d'une entreprise de conserves de viande. Son oncle meurt cependant subitement et Franco devient alors le nouveau président de la société. Afin d'éviter la faillite, il est aussitôt chargé par l'avocat du cabinet de se rendre à Rome pour remettre 100 millions entre les mains d'un député corrompu qui organisera en échange une importante commande de fournitures à l'étranger. En débarquant à Fiumicino, dans la voiture qu'il a louée pour se rendre à Rome, il trouve Quinto Cecioni, dit Poubelle, un voleur romain qui vient de sortir de prison. Une fois à Rome, les deux passent la soirée ensemble dans un bordel tenu par un vieil ami de Quinto. Le lendemain matin, cependant, lorsque Franco arrive au ministère, il découvre des rouleaux de papier toilette à l'intérieur de la serviette au lieu de l'argent.
Au départ, Franco soupçonne que le coupable est Quinto lui-même en raison de ses précédents, mais en réalité ce dernier est innocent : les deux partent donc ensemble à la recherche de l'argent.

## Fiche technique
Sauf indication contraire, les informations mentionnées dans cette section peuvent être confirmées par la base de données cinématographiques IMDb,  présente dans la section « Liens externes ».
- Titre original italien : Uno contro l'altro, praticamente amici[4] (litt. « L'un contre l'autre, pratiquement amis »)
- Réalisation : Bruno Corbucci
- Scenario : Bruno Corbucci, Mario Amendola
- Photographie :	Giovanni Ciarlo
- Montage : Daniele Alabiso (it)
- Musique : Guido et Maurizio De Angelis
- Décors : Giantito Burchiellaro
- Costumes : Silvio Laurenzi, Alessandra Cardini (it)
- Production : Achille Manzotti (it)
- Société de production : Intercontinental
- Pays de production :  Italie
- Langue originale : italien
- Format : Couleur
- Durée : 92 min (1 h 32[4])
- Genre : Comédie policière
- Dates de sortie :
  - Italie : 11 avril 1981

## Distribution
- Tomás Milián : Quinto Cecioni dit Poubelle (Er Monnezza en VO)
- Renato Pozzetto : Franco Colombo
- Anna Maria Rizzoli : Silvana Cecioni
- Bombolo : Capoccione
- Andrea Aureli : Giacinto
- Riccardo Billi : Grand-père Domenico dit « Er Chiavica »
- Caterina Boratto : Mme Colombo
- Anna Cardini : La prostituée
- Sergio Di Pinto : Pancotto
- Leo Gavero : M. Ventimiglia
- Elisa Mainardi : Madame de Tebe
- Alfredo Rizzo : L'avocat Randolfi
- Tony Scarf : Charly Bronson
- Alessandra Cardini : Ines Stefanucci
- Iolanda Angelucci : Lena
- Valerio Isidori : Dingo
- Salvatore Baccaro : Le client de la voyante
- Ennio Antonelli : Cicerchia
- Mimmo Poli : er Buiaccaro
- Francesco Anniballi : Sœur Gigi
- Vasco Santoni : Gnappetta
- Mario Donatone : Le contremaître
- Piero Vivaldi : L'huissier du ministère

## Clins d'œil à d'autres films
Grâce à quelques références insérées ici et là, le film fait référence à d'autres films de la filmographie des acteurs principaux. Cependant, les figurants réguliers des films avec Tomás Milián incarnent ici des personnages différents de l'habitude, comme le personnage de Bombolo qui, tout en conservant les caractéristiques de Venticello, prend le nom de Capoccione (litt. « Grosse tête ») et n'est plus célibataire mais marié. Le surnom de Venticello est ici donné au père de Quinto Cecioni.
Le film présente quelques références aux films policiers avec Nico Giraldi, à travers quelques propos de Quinto Cecioni (qui, interprété par Tomás Milián est surnommé « Poubelle ») qui s'exclame « Je ne suis pas la brigade antivol ! » (référence au film Un flic très spécial dont le titre original squadra antifurto a la même signification) et qui dans une conversation téléphonique affirme avoir été arrêté par « le Pirate », le surnom de Nico Giraldi.

## Bande originale
A différents moments du film, il est possible d'entendre quelques passages tirés des bandes originales des films de Bud Spencer et Terence Hill, composés et réalisés par les frères De Angelis : Même les anges tirent à droite (1974), Deux Super-flics (1977) ou Pair et Impair (1978).